# Villiers-Fossard
Villiers-Fossard es una localidad  y comuna francesa, situada en el departamento de Mancha en la región de Baja Normandía. 

## Demografía
| 307 | 376 | 354 | 417 | 417 | 465 |
| Para los censos de 1962 a 1999 la población legal corresponde a la población sin duplicidades (Fuente: INSEE [Consultar]) |     |     |     |     |     |

(Población sans doubles comptes según la metodología del INSEE).